# Strangolagalli
Strangolagalli är en ort och kommun i provinsen Frosinone i regionen Lazio i Italien. Kommunen hade 2 399 invånare (2018).